# Il custode del tempo
Il custode del tempo è un romanzo dello scrittore britannico Tom Holland, edito nel 1998 (in Italia nel 2002).
Si tratta di un thriller storico ambientato in Egitto dove si intrecciano le storie di tre uomini lontani nel tempo.

## Trama
Howard Carter è giunto giovanissimo in Egitto ed in breve la sua passione per l'archeologia lo porterà ai vertici della comunità scientifica. Nonostante il suo pragmatismo si troverà ad affrontare antiche maledizioni avvicinandosi alla tomba di Tutankhamon; nella stessa zona anche Giuseppe, il consigliere ebreo del faraone, e più tardi il potente militare Harun, braccio armato di un califfo islamico si erano trovati ad affrontare prove incredibili.